# Новое (Жамбылский район)
Новое (каз. Новое) — село в Жамбылском районе Северо-Казахстанской области Казахстана. Входит в состав Кайранкольского сельского округа. Код КАТО — 594647200.

## Население
В 1999 году население села составляло 254 человека (132 мужчины и 122 женщины). По данным переписи 2009 года, в селе проживало 199 человек (106 мужчин и 93 женщины).